# 2066 Palala
2066 Palala è un asteroide della fascia principale del diametro medio di circa 19 km. Scoperto nel 1934, presenta un'orbita caratterizzata da un semiasse maggiore pari a 2,3938940 UA e da un'eccentricità di 0,1281710, inclinata di 3,75303° rispetto all'eclittica.
Il nome deriva dal fiume sudafricano Palala, affluente del Limpopo.